# Szczury Paryża
Szczury Paryża (fr. Les gaspards) – francuski film komediowy z 1974 roku w reżyserii Pierre'a Tchernii.

## Fabuła
W sercu Paryża od pewnego czasu dzieją się dziwne rzeczy – pod ziemią w niewyjaśnionych okolicznościach "znikają" ludzie. Kiedy pewnego dnia z katakumb nie wychodzi spora grupa turystów amerykańskich, komisarz Lalatte rozpoczyna śledztwo. Pomaga mu w nim Rondin – księgarz i antykwariusz w jednej osobie, którego córka również pewnego wieczora "zapadła się pod ziemię" w okolicach dużego wykopu drogowego. Efektem ich podziemnych poszukiwań jest odkrycie, że pod miastem, w skomplikowanej sieci starych podziemi żyje mała społeczność pod przywództwem ekscentrycznego Gasparda. Ludzie ci są w pełni samowystarczalni i dobrze zorganizowani. Do podziemi uciekli przed hałasem i cywilizacją wielkiego miasta i cały czas prowadzą mała wojnę z jego władzami, chcąc zapobiec ciągłym ulicznym rozkopom, niszczącym zabytkową sieć podziemi miasta. 

## Obsada aktorska
- Michel Serrault – Jean-Paul Rondin
- Chantal Goya – Marie-Hélène Rondin
- Philippe Noiret – Gaspard
- Michel Galabru – komisarz Lalatte
- Annie Cordy – pani Lalatte
- Charles Denner – minister robót publicznych
- Prudence Harrington – Pamela
- Gérard Depardieu – listonosz
- Jean Carmet – Paul Bourru
- Roger Carel – Alberto Sopranelli
- Daniel Ivernel – kloszard
- Hubert Deschamps – ojciec Lestinguois
- Françoise Cingal – Sophie
- Bernard Lavalette  – ministrem spraw wewnętrznych
- Jacques Legras – Bougras
- Michel Muller – Nicolas
- Robert Rollis – Marcel Merlin
- Raymond Meunier  – Mathieu
- Marie-Pierre de Gérando  – Jérôme Aubier
- Gérard Hernandez – inspektor Balzac

i inni.

## Odbiór
Film Pierre'a Tchernii spotkał się ze sceptycznym przyjęciem krytyków. Wytykano mu ostentacyjność poruszanej tematyki, kiepskie aktorstwo, niskie walory artystyczne. Pomimo tego obraz w 1977 roku został uhonorowany nagrodą Saturna w kategorii "najlepszy film fantasy".  

Pierre Tchernia zrealizował filmik niezbyt mądry, źle zagrany, prymitywnie zainscenizowany, niezbyt komiczny – ale za to w swej treści ostentacyjnie "współczesny" i "aktualny".